# Афиней (сын Аттала I)
Афиней (др.-греч. Ἀθήναιος; также Атеней и Афеней; около 215 года до н. э. — II век до н. э.) — пергамский военачальник и дипломат, один из младших братьев царя Пергама Эвмена II из династии Атталидов. Муж или сожитель Каллиппы.

## Биография
Афиней родился в браке правителя Пергама Аттала I с женщиной «простого звания», уроженкой Кизика, Аполлонидой. По замечанию Генриха Штоля, имя Афинея не встречалось среди представителей других эллинистических династий, и «Аттал выбрал это имя для своего ребёнка не в честь современных ему Афин, но в честь великого прошлого древнего города». Согласно исследователю Долорес Майрон, на момент смерти отца Афинею было приблизительно 18 лет. Таким образом, он родился около 215 года до н. э.
В первый раз имя Афинея приводится в источниках в связи с событиями Галатской войны. В 189 году до н. э. он совместно с критянином Левсом и македонянином Коррагом возглавлял одно из подразделений пергамской армии. Под их объединённым командованием находилась тысяча разноплемённых пехотинцев и триста кавалеристов. Возле реки Гарпас (приток Меандра) это подразделение соединилось с силами консула Гнея Манлия Вульсона. После окончания активных боевых действий, Афиней возглавил переход пергамского флота из Элеи к Геллеспонту, чтобы переправить римское войско в Европу.
Осенью 184 года до н. э. (согласно другим данным весной 183 года до н. э.), во время Первой Вифинской войны, Афиней во главе пергамской делегации прибыл в Рим с обвинениями против македонского царя Филиппа V, не выводившего свои гарнизоны из фракийских городов и направившего Прусию I вспомогательное войско.
Вместе со старшими братьями Афиней принимал активное участие в Третьей Македонской войне на стороне римлян. Известно, что он командовал двухтысячным гарнизоном в Халкиде. Во время решающей битвы при Пидне Афиней командовал одним из пергамских подразделений. Позже, в 168 или 167 году до н. э., Афиней совершил поездку по Греции, сопровождая римского полководца Луция Эмилия Павла. Согласно Юрию Кузьмину, тогда же Афиней мог повстречать бывшую наложницу царя Персея — Каллиппу.
В 156 году до н. э., после поражения пергамских войск от армии Прусия II в ходе Второй Вифинской войны, Афиней по поручению Аттала II возглавил посольство, чтобы с помощью Публия Корнелия Лентула привлечь внимание сената к агрессии Вифинии. Данное посольство, как и посланное ранее посольство во главе с Андроником, было проигнорировано сенатом, который на тот момент больше доверял вифинским посланникам. Незадолго до окончания войны с Прусием II Афиней возглавил пергамскую и союзную флотилии, направленные с карательной акцией против некоторых геллеспонтских городов, связанных соглашением с вифинским царём.
Примерно в 150—149 годах до н. э. в Пергаме произошла встреча жены или наложницы Афинея — Каллиппы с авантюристом Андриском. Последний утверждал, что он выживший сын македонского царя Персея — Филипп. Андриск уже несколько лет странствовал по миру и искал союзников для возвращения отцовского царства, уничтоженного римлянами. Его несколько раз арестовывали, но потом отпускали, потому что римляне не видели в нём угрозы. Каллиппа первой признала Андриска сыном Персея. Она предоставила претенденту царское одеяние, диадему, деньги и двух рабов. Юрий Кузьмин указывал на важность этого события и называл его «фактическим благословением на царствование». Также Каллиппа посоветовала Андриску обратиться за помощью к фракийскому царю Тересу, который был женат на сестре Персея. Андриск воспользовался советом и вскоре захватил Македонию с помощью фракийских союзников, что привело к Четвёртой Македонской войне.
Вопрос о роли Афинея в этой встрече остаётся дискуссионными. По мнению Юрия Кузьмина, Каллиппа действовала как частное лицо, а Афиней с его братьями не имели никакого отношения к этой встрече. Олег Климов предположил, что Афиней и его царственный брат знали о контактах Андриска с Каллиппой, поскольку последняя не могла действовать совершенно скрытно. Джон Грейнджер считал, что Афиней с женой принадлежали к антиримскому течению в пергамской политике и решили использовать Андриска в своих целях.

## Семья
Известно, что Афиней состоял в связи с Каллиппой, бывшей наложницей македонского царя Персея. Вопрос о статусе их отношений остаётся дискуссионным. Среди западных исследователей встречается мнение, что Каллиппа вышла замуж за Афинея. Исследовательница Элизабет Косметату считала, что за браком Каллиппы и Афинея стояла не любовь, а стремление Атталидов расширить свои владения за счёт бывших территорий Македонии. Однако, российский исследователь Юрий Кузьмин утверждал, что из сведений Диодора не понятно, какой статус имела Каллиппа: она могла снова стать наложницей или же вышла замуж за пергамского царевича.

## Оценки личности
Согласно свидетельству Плутарха и других античных авторов, Афиней и его старшие братья относились друг к другу и матери с самым глубоким уважением и любовью, что казалось необычным на фоне частых семейных распрей в других царствующих домах Восточного Средиземноморья того времени. Как отметил Олег Климов, «одна из черт центрального управления Пергамского царства заключалась в том, что исполнение важных военных и административных функций нередко возлагалось на ближайших родственников царя, при Эвмене II — на трёх его братьев», хотя, как указывает Страбон, младшие братья «оставались частными людьми».
Как и другим Атталидам, Афинею доводилось выполнять и ответственные дипломатические задачи. Исследовательница Элизабет Косметату называет его одним из наиболее компетентных пергамских дипломатов.